# Jakubova Voľa
Jakubova Voľa (Hongaars: Jakabfölde) is een Slowaakse gemeente in de regio Prešov, en maakt deel uit van het district Sabinov.
Jakubova Voľa telt 409 inwoners.